# Ходівоая
Ходівоая (рум. Hodivoaia) — село у повіті Джурджу в Румунії. Входить до складу комуни Путінею.
Село розташоване на відстані 64 км на південь від Бухареста, 14 км на захід від Джурджу.

## Населення
За даними перепису населення 2002 року у селі проживали 510 осіб, з них 508 осіб (99,6%) румунів. Рідною мовою 509 осіб (99,8%) назвали румунську.